# キャスリーン・ハンナ
キャスリーン・ハンナ（Kathleen Hanna 1968年11月12日 - ）は、アメリカ合衆国出身の女性ミュージシャン、アーティスト、フェミニスト活動家、フェミニストによるパンク・ロックであるライオット・ガールムーブメントの先駆者、パンクZINEライター。 1990年代初頭から半ばにかけて、彼女はフェミニスト・パンクバンドであるビキニ・キルのリードシンガーだった。その後、1990年代後半から2000年代初頭に「ル・ティグラ」を組んでいた。
2010年以来、彼女は「ザ・ジュリー・ルイン」というソロプロジェクトでも活動している。ドキュメンタリー映画が2013年にSini Anderson監督によって作られ、「The Punk Singer」というタイトルで、ハンナの生涯とキャリアを描き、ライム病との彼女の長年にわたる戦いを明らかにした。彼女はビースティ・ボーイズのアダム・ホロヴィッツ（アドロック）と結婚している。

## 経歴

### ビキニ・キル時代
母親の影響で幼少期からフェミニズムに興味を持った彼女は1980年代後半にエバーグリーン州立大学に通った。彼女はArbogastとCarlandと一緒に「Amy Carter」というバンドを結成し、美術展の前にショーを開催した。その後、彼女はViva Knievelと呼ばれる別のバンドを開始し、解散前に2か月間米国をツアーを行った。 オリンピアに戻った彼女は、The Go Team（ Tobi Vail, Billy Karren, and Calvin Johnsonで構成されたバンド）のパフォーマンスをみて、エバーグリーン州立大学の学生とTobi Vailとのコラボレーションを開始した。 このバンドは、ビキニ・キルと名付けられ、1990年代初頭のワシントン州の音楽シーンで影響力のあるバンドとなった。 バンドの目標の1つは、男性が支配するパンクロックシーンに加わるようにより多くの女性を刺激することだった。

### ビキニ・キル解散後
1997年にビキニ・キルは解散し、キャスリーン・ハンナはザ・ジュリー・ルインと呼ばれるソロプロジェクトを始めた。オレゴン州ポートランドにいる間、彼女は友人であり、ZINEの編集者でもあるJohanna Fatemanとザ・ジュリー・ルインのライブショーに取り組み始めた。このコラボレーションの結果、2人はG. B.ジョーンズの映画にちなんで名付けられたTroublemakersというバンドを結成した。これは、Fatemanがアートスクールに通うためにニューヨークに引っ越したときに終了した。彼女はすぐにニューヨークに移り、映画製作者のSadie Benningが加わって、ル・ティグラという別のバンドを始めた。 ル・ティグラは、ザ・ジュリー・ルインと一緒に探求し始めたサンプラー主導のサウンドに似た、よりエレクトロニックなスタイルの音楽に基づいていた。彼女はそれを「パンク・フェミニスト・エレクトロニック・ジャンル」の一部と呼んでいる。

## エピソード
- 1993年に雑誌『Out』の記事において、両性愛者であると記された[7]。

- 2006年にビースティ・ボーイズのアダム・ホロヴィッツと結婚した[8]。

- ビキニ・キルのメンバーのトビ・ヴェイルとニルヴァーナのカート・コバーンが交際している時、ハンナは壁に「カートはティーンスピリット（デオドラントの名前）の匂いがする（Kurt smells teen spirit)」と落書きした。後にこの言葉は曲名となる[注釈 1]。

## ディスコグラフィ

### ビキニ・キル

#### アルバム
- Revolution Girl Style Now! self-released cassette (1991)
- Bikini Kill (EP) on Kill Rock Stars (1991)
- Yeah Yeah Yeah Yeah split LP with Huggy Bear on Catcall Records in the UK, Kill Rock Stars in the US (1993)
- Pussy Whipped on Kill Rock Stars (1993)
- The C.D. Version of the First Two Records, compilation (1994)
- Reject All American on Kill Rock Stars (1996)
- The Singles (1998)

#### シングル
- "New Radio/Rebel Girl" 7" single on Kill Rock Stars (1993)
- "The Anti-Pleasure Dissertation" 7" Single on Kill Rock Stars (1994)
- "I Like Fucking" / "I Hate Danger" 7" single on Kill Rock Stars (1995)

#### コンピレーション・アルバム
- "Feels Blind" on Kill Rock Stars LP/CD (1991)
- "Candy" on Throw: The Yoyo Studio Compilation, Yoyo Records (1991)
- "Daddy's Lil' Girl" on Give Me Back LP, Ebullition Records (1991)
- "Suck My Left One" on There's A Dyke In The Pit, Outpunk Records (1992)

### ザ・ジュリー・ルイン
- Julie Ruin on Kill Rock Stars (1997)

- Run Fast on TJR Records (2013)
- Hit Reset on Hardly Art (2016)

### ル・ティグラ

#### アルバム
- Le Tigre (1999) Mr. Lady
- Feminist Sweepstakes (2001) Mr. Lady
- This Island (2004) Universal

#### シングル・EP
- "Hot Topic" (1999)
- From the Desk of Mr. Lady EP (2001)
- Remix (2003)
- "New Kicks (2004)
- "TKO" (2004)
- "After Dark" (2005)
- "This Island Remixes Volume 1" EP, Chicks on Speed Records (2005)
- "This Island Remixes Volume 2" EP, Chicks on Speed Records (2005)
- "Standing in the Way of Control" 12" split EP with the Gossip on Kill Rock Stars (2006)

### その他

#### Viva Knievel
- "Boy Poison", 7", Ultrasound Records, 1990

#### Suture
- "Suture", 7", Decomposition/Dischord, 1992

#### The Fakes
- Real Fiction, LP, Kill Rock Stars, 1995

### ソロプロジェクトとゲスト参加
- Rock Star / Mean (Wordcore Volume 1) as Kathleen Hanna and Slim Moon, Kill Rock Stars (1991)
- Play Pretty for Baby, the Nation of Ulysses; includes backing vocals by Hanna (1992)
- Rock Stars Kill, includes Hanna's "I Wish I Was Him", Various Artists, Kill Rock Stars, (1994)
- Ball-Hog or Tugboat? LP/CD "Heartbeat", Mike Watt, (1995)
- Home Alive, The Art of Self Defense, Epic, includes "Go Home", written and performed with Joan Jett and Evil Stig, (1996)
- "60 second wipe out" Atari Teenage Riot; Hanna featured on lead vocals on song 'No Success' (1999)
- Featuring ... , Internal External, LP, K Records (2000)
- "Playgroup" Playgroup; Hanna featured on lead vocals on the song 'Bring It On' (2001)
- Realistes, Comet Gain; Hanna featured on track "Ripped-Up Suit", (2002)
- "Wordy Rappinghood" Chicks on Speed; features Hanna on vocals, (2003)
- "Kiss on the Lips" from the album 'Naked' from Joan Jett is a duet with Hanna, (2004)
- American Idiot, Green Day, the song "Letterbomb" begins with vocals by Hanna as Whatsername, (2004)
- Sinner, Joan Jett; Hanna contributes to the songs "Five", "Watersign", "Baby Blue" and "Tube Talkin" (2007)
- "Hey Hey My My Yo Yo" Junior Senior; Hanna featured on the song 'Dance, Chance, Romance', (2007)
- "Eating Makeup" by Seth Bogart features vocals provided by Hanna, (2016)
- P.O.S - "Sleepdrone/Superposition" from "Chill, dummy" (2017)
- ”BDR” by Chelsea Peretti from Phosphorescent Panic (2020)